# Tvrtko al II-lea al Bosniei
Ștefan Tvrtko II (în sârbocroată Stjepan/Stefan Tvrtko, Стефан / Стјепан Твртко; n. anii 1380 – d. noiembrie 1443), cunoscut și sub numele de Tvrtko Tvrtković (Твртко Твртковић), a fost un membru al Casei Kotromanić care a domnit ca rege al Bosniei din 1404 până în 1409 și din nou din 1420 până la moartea sa. 
Tvrtko al II-lea a fost fiul regelui Tvrtko I. Domniile sale au avut loc în timpul unei părți foarte agitate din istoria Bosniei. El a fost pus pe tron pentru prima dată ca rege marionetă de către principalii nobili ai regatului, Hrvoje Vukčić Hrvatinić și Sandalj Hranić Kosača, pentru a-l înlocui pe unchiul său din ce în ce mai independent Ștefan Ostoja. Cinci ani mai târziu, el a pierdut sprijinul nobilimii și, astfel, coroana. A fost cu greu activ din punct de vedere politic în timpul celei de-a doua domnii a lui Ostoja, dar a reușit mai târziu să-i ia coroana fiului lui Ostoja, Ștefan. Cea de-a doua domnie a lui Tvrtko a fost marcată de raiduri turcești repetate, care l-au obligat să accepte suzeranitatea otomană, și de lupta pentru putere cu Radivoj, un alt fiu al lui Ostoja. Tvrtko a fost căsătorit de două ori, dar a murit fără copii. A fost succedat de moștenitorul ales, fratele lui Radivoj, Ștefan Tomaș.